# Lista de prefeitos de São João da Canabrava
Constam a seguir os administradores eleitos no município de São João da Canabrava, criado pela Lei Estadual n.º 4.192 de 11 de abril de 1988 sancionada pelo governador Alberto Silva e que foi instalado em 1º de janeiro de 1989.

## Prefeitos de São João da Canabrava
| Ordem  | Lista de prefeitos do município | Partido | Início do mandato     | Fim do mandato         | Cidade onde nasceu    | Unidade federativa | Notas      |
| ------ | ------------------------------- | ------- | --------------------- | ---------------------- | --------------------- | ------------------ | ---------- |
| 1º     | Pedro Isidoro Neto              | PFL     | 1º de janeiro de 1989 | 31 de dezembro de 1992 | Picos                 | Piauí              |            |
| 2º     | João Manoel da Silva            | PFL     | 1º de janeiro de 1993 | 31 de dezembro de 1996 |                       |                    |            |
| 3º     | Pedro Isidoro Neto              | PFL     | 1º de janeiro de 1997 | 31 de dezembro de 2000 | Picos                 | Piauí              |            |
| 3º     | Pedro Isidoro Neto              | PFL     | 1º de janeiro de 2001 | 31 de dezembro de 2004 | Picos                 | Piauí              | [ nota 1 ] |
| 4º     | Maria Anita da Silva Pereira    | PFL     | 1º de janeiro de 2005 | 31 de dezembro de 2008 | Picos                 | Piauí              |            |
| 5º     | Elson Silva de Sousa            | PMDB    | 1º de janeiro de 2009 | 31 de dezembro de 2012 | São João da Canabrava | Piauí              |            |
| 5º     | Elson Silva de Sousa            | PMDB    | 1º de janeiro de 2013 | 31 de dezembro de 2016 | São João da Canabrava | Piauí              | [ nota 2 ] |
| 6º     | Mércia de Araújo Abreu          | PMDB    | 1º de janeiro de 2017 | 31 de dezembro de 2020 | São João da Canabrava | Piauí              |            |
| 7º     | Elson Silva de Sousa            | MDB     | 1º de janeiro de 2021 | 31 de dezembro de 2024 | São João da Canabrava | Piauí              | [ 3 ]      |
| 7º     | Elson Silva de Sousa            | MDB     | 1º de janeiro de 2025 | Em exercício           | São João da Canabrava | Piauí              | [ 4 ]      |
| Fonte: |                                 |         |                       |                        |                       |                    |            |

## Vice-prefeitos de São João da Canabrava
| Ordem  | Lista de vice-prefeitos do município | Partido    | Início do mandato     | Fim do mandato         | Cidade onde nasceu | Unidade federativa | Notas      |
| ------ | ------------------------------------ | ---------- | --------------------- | ---------------------- | ------------------ | ------------------ | ---------- |
| 1º     | João Manoel da Silva                 | PFL        | 1º de janeiro de 1989 | 31 de dezembro de 1992 |                    |                    |            |
| 2º     | Não disponível                       | [ nota 3 ] | 1º de janeiro de 1993 | 31 de dezembro de 1996 |                    |                    |            |
| 3º     | Edivaldo Bernardes de Lima           | PFL        | 1º de janeiro de 1997 | 31 de dezembro de 2000 |                    |                    |            |
| 4º     | José Luiz de Sousa                   | PFL        | 1º de janeiro de 2001 | 31 de dezembro de 2004 |                    |                    |            |
| 5º     | Vicente Francisco de Sousa           | PFL        | 1º de janeiro de 2005 | 31 de dezembro de 2008 | Picos              | Piauí              |            |
| 6º     | Valdivino Alano Batista              | PSB        | 1º de janeiro de 2009 | 31 de dezembro de 2012 | Picos              | Piauí              |            |
| 6º     | Valdivino Alano Batista              | PSB        | 1º de janeiro de 2013 | 31 de dezembro de 2016 | Picos              | Piauí              | [ nota 2 ] |
| 7º     | Edilberto de Sousa Lima              | PMDB PP    | 1º de janeiro de 2017 | 31 de dezembro de 2020 | Picos              | Piauí              |            |
| 7º     | Edilberto de Sousa Lima              | PMDB PP    | 1º de janeiro de 2021 | 31 de dezembro de 2024 | Picos              | Piauí              | [ nota 4 ] |
| 8º     | José Gregório de Sousa               | PP         | 1º de janeiro de 2025 | Em exercício           | Picos              | Piauí              |            |
| Fonte: |                                      |            |                       |                        |                    |                    |            |

## Vereadores de São João da Canabrava
Relação ordenada conforme o número de mandatos exercidos por cada vereador a partir do ano de sua primeira eleição, observado sempre que possível a ordem alfabética.
| Lista de vereadores do município | Mandatos | Ano da eleição         | Cidade onde nasceu    | Unidade federativa |
| -------------------------------- | -------- | ---------------------- | --------------------- | ------------------ |
| João de Deus Araújo              | 04       | 1988, 1992, 2004, 2008 | Picos                 | Piauí              |
| Milton Isidoro de Araújo         | 04       | 1992, 1996, 2008, 2012 | Picos                 | Piauí              |
| Edilberto de Sousa Lima          | 04       | 2000, 2004, 2008, 2012 | Picos                 | Piauí              |
| Valter Manoel da Silva           | 03       | 1992, 1996, 2012       | Picos                 | Piauí              |
| Petrônio Isidoro de Abreu        | 03       | 1996, 2000, 2004       | São João da Canabrava | Piauí              |
| Valmi de Carvalho Lima           | 03       | 2000, 2004, 2008       | São João da Canabrava | Piauí              |
| Francisco Evandro de Araújo      | 03       | 2008, 2016, 2020       | Picos                 | Piauí              |
| José de Sousa Veloso             | 03       | 2012, 2016, 2020       | São João da Canabrava | Piauí              |
| Maria Barbosa de Sousa           | 02       | 1988, 2000             |                       |                    |
| Valdivino Alano Batista          | 02       | 1996, 2004             | Picos                 | Piauí              |
| Francisco Pereira de Araújo      | 02       | 2000, 2008             | Picos                 | Piauí              |
| João Batista de Sousa            | 02       | 2000, 2004             | Picos                 | Piauí              |
| José Raimundo da Silva           | 02       | 2000, 2008             | Picos                 | Piauí              |
| Joaquim da Silva Neto            | 02       | 2004, 2008             | São João da Canabrava | Piauí              |
| Alan Chagas de Araújo            | 02       | 2012, 2016             | Picos                 | Piauí              |
| José Gregório de Sousa           | 02       | 2012, 2020             | Picos                 | Piauí              |
| Valmi de Carvalho Lima Júnior    | 02       | 2012, 2016             | Picos                 | Piauí              |
| Edmerson Araújo Sousa            | 02       | 2016, 2020             | São João da Canabrava | Piauí              |
| Francisco Antônio da Rocha       | 02       | 2016, 2020             | Picos                 | Piauí              |
| Gildete das Chagas Araújo        | 02       | 2016, 2020             | São João da Canabrava | Piauí              |
| Roberto de Sousa Leal            | 02       | 2016, 2020             | Picos                 | Piauí              |
| Antônio Francisco de Sousa       | 01       | 1988                   |                       |                    |
| Deográcio Araújo Santana         | 01       | 1988                   |                       |                    |
| Euripedes Isidoro de Abreu       | 01       | 1988                   |                       |                    |
| Francisco Bezerra de Sousa       | 01       | 1988                   |                       |                    |
| Francisco Holanda de Sousa       | 01       | 1988                   |                       |                    |
| Marinete de Sousa Holanda        | 01       | 1988                   |                       |                    |
| Wilson Carvalho Barros           | 01       | 1988                   |                       |                    |
| Deográcio Araújo Santana         | 01       | 1992                   |                       |                    |
| Francisco Antônio das Chagas     | 01       | 1992                   |                       |                    |
| João Francisco da Silva          | 01       | 1992                   |                       |                    |
| Vicente Francisco de Sousa       | 01       | 1992                   |                       |                    |
| [ nota 5 ]                       | 01       | 1992                   |                       |                    |
| [ nota 5 ]                       | 01       | 1992                   |                       |                    |
| Gregório Borges de Sousa         | 01       | 1996                   |                       |                    |
| João Joaquim de Carvalho         | 01       | 1996                   |                       |                    |
| João Vieira de Araújo Neto       | 01       | 1996                   |                       |                    |
| Luiz Antônio de Araújo           | 01       | 1996                   |                       |                    |
| Vicente Francisco de Sousa       | 01       | 1996                   |                       |                    |
| Carlos Gonzaga de Sousa Leal     | 01       | 2000                   |                       |                    |
| Paulo Isidoro de Araújo          | 01       | 2000                   |                       |                    |
| Everton Valter da Silva          | 01       | 2004                   | Picos                 | Piauí              |
| José Hilton de Abreu             | 01       | 2004                   | Picos                 | Piauí              |
| Gilvan de Sousa Veloso           | 01       | 2008                   | Picos                 | Piauí              |
| Epitácio Manoel da Silva         | 01       | 2012                   | Picos                 | Piauí              |
| Fabiana Zilda de Sousa           | 01       | 2012                   | São João da Canabrava | Piauí              |
| Zito de Sousa Veloso             | 01       | 2016                   | São João da Canabrava | Piauí              |
| Elisânia Bezerra Veloso          | 01       | 2020                   | Picos                 | Piauí              |
| Maria Elaine Silva               | 01       | 2020                   | Picos                 | Piauí              |
| Fonte:                           |          |                        |                       |                    |